# Provincia della Gallura Nord-Est Sardegna
La provincia Gallura Nord-Est Sardegna è una provincia italiana della Sardegna con capoluogo nei comuni di Olbia e Tempio Pausania, nata per distacco da una parte del territorio della provincia di Sassari ed operativa dal 1º aprile 2025.
Affacciata a nord sulle bocche di Bonifacio, e a est sul mar Tirreno, confina a ovest con la Città metropolitana di Sassari e a sud con la provincia di Nuoro.

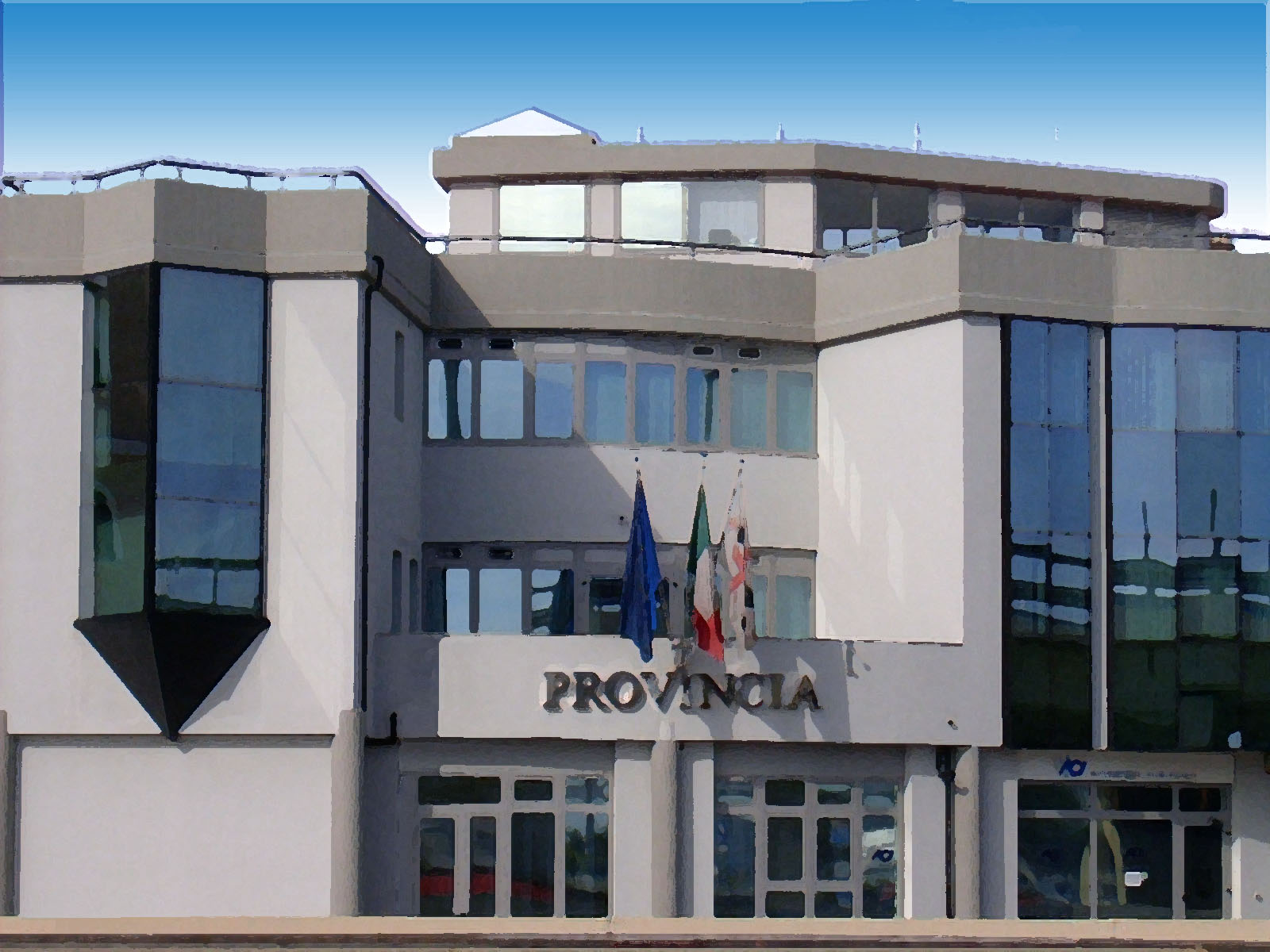
Palazzo della Provincia, sede di via Nanni, Olbia

Originariamente istituita come provincia del Nord-Est Sardegna con la Legge Regionale n. 7 del 12 aprile 2021 è stata ridenominata con l'art. 120 della Legge Regionale n. 9 del 23 ottobre 2023 e si ricollega territorialmente e storicamente alla precedente provincia di Olbia-Tempio, esistente tra il 2005 ed il 2016.

## Territorio
Il territorio provinciale comprende la regione storica della Gallura (con eccezione del comune di Viddalba, rimasto in città metropolitana di Sassari), inclusa la costa nord-orientale della Sardegna (tra cui la Costa Smeralda), l'Arcipelago di La Maddalena. Sono inoltre comprese nella provincia la parte settentrionale della regione storica del Montacuto, una piccola parte delle Baronie e il versante orientale del lago del Coghinas.

## Comuni
I comuni assegnati a questa provincia sono 26: 
- Aggius
- Aglientu
- Alà dei Sardi
- Arzachena
- Badesi
- Berchidda
- Bortigiadas
- Buddusò
- Budoni
- Calangianus
- Golfo Aranci
- La Maddalena
- Loiri Porto San Paolo
- Luogosanto
- Luras
- Monti
- Olbia
- Oschiri
- Padru
- Palau
- San Teodoro
- Sant'Antonio di Gallura
- Santa Teresa Gallura
- Telti
- Tempio Pausania
- Trinità d'Agultu e Vignola

## Storia
La base della prima forma di autonomia del territorio è stata costituita nel periodo medioevale dal Giudicato di Gallura con capitale a Civita (oggi Olbia) all'epoca comprendente oltre all'attuale Gallura e parte del Monteacuto, la Baronie e parte del Nuorese. Con la disgregazione della struttura giudicale e dopo il periodo spagnolo, la Gallura viene frammentata e infeudata a diverse famiglie iberiche.
L'origine della Provincia risale al regio editto del 4 maggio 1807 con il quale l'isola è stata divisa in quindici Prefetture tra cui quella comprendente le regioni storico-geografiche della Gallura e dell'Anglona, con sede a Tempio. Nel 1821 Carlo Alberto riduce il numero delle province a dieci che diventano undici nel 1833 quando viene istituita la "Provincia Gallura" con capoluogo a Tempio, che con Editto del 27 giugno 1837 diviene anche sede di uno dei sette Tribunali di Prefettura dell'isola.
Ridenominata "Provincia di Tempio" era estesa 2138 km², comprendendo proprio i territori che ancor oggi vengono definiti come regione storica della Gallura (dal Coghinas a San Teodoro) e - già soggetta alla vice-intendenza di Sassari - viene confermata anche con la riforma operata dopo la "fusione perfetta" della Sardegna al Piemonte, con la Legge n. 807 del 12 agosto 1848 in base alla quale (unitamente alle province di Sassari, Alghero e Ozieri) viene fatta rientrare nella "divisione" di Sassari. Con l'unità d'Italia e la Legge Rattazzi n. 3702 del 23 ottobre 1859 la Sardegna viene suddivisa in sole due province (Cagliari e Sassari) declassando le disciolte province allo status di circondario, sede di sottoprefettura e il circondario di Tempio (con una superficie di 1979 km², 5 mandamenti e 9 comuni) viene compreso nella Provincia di Sassari. Nel 1927 sono stati soppressi i Circondari e le sottoprefetture.
Nella seconda metà del Novecento si sono accentuate le rivendicazioni per l'autonomia di questo territorio dalla provincia di Sassari (la più estesa d'Italia), anche a seguito dell'enorme sviluppo turistico ed economico della costa gallurese e al conseguente maggior ruolo territoriale svolto dalla città di Olbia, ma ogni istanza in tal senso si è sempre arenata di fronte alla difficoltà nella scelta del capoluogo tra Olbia (principale centro economico e maggiore città del nord-est della Sardegna) e Tempio Pausania (già sede di numerosi uffici statali e regionali, storicamente il centro più importante della Gallura). Tempio Pausania è rimasta nel corso degli anni sede di Tribunale e altri uffici pubblici statali e regionali (comitato circoscrizionale di controllo) mentre la ASL ha insediato la sua sede a Olbia.
La situazione è stata risolta alla fine degli anni novanta con la scelta di una soluzione che comportasse la doppia denominazione dell'ente proposto ed eventualmente il doppio capoluogo (Olbia-Tempio). Nel 2001 con legge regionale la Regione Autonoma della Sardegna (che ha ampie competenze esclusive in materia amministrativa) ha istituito insieme con tre altre province (Carbonia-Iglesias, Ogliastra e Medio Campidano) la provincia di Olbia-Tempio che è divenuta operativa nel maggio del 2005 staccandosi da quella di Sassari (e per parte minore da quella di Nuoro). Nel 2012 la soppressione della provincia, insieme con altre materie, viene messa al voto in un referendum regionale, che approva a grande maggioranza l'abolizione dell'ente. Iniziò perciò il percorso di dismissione, che si concluse il 20 aprile 2016 col ritorno del territorio amministrato dall'ente alla provincia di Sassari.
Con la legge regionale nº 7 del 2021 è stata riformata di nuovo la suddivisione amministrativa della regione, ritornando a uno schema simile a quello del periodo 2005-2016, portando alla ricostituzione della provincia gallurese, rinominata inizialmente provincia del Nord-Est Sardegna e poi Provincia della Gallura Nord-Est Sardegna. Tuttavia tale legge è stata impugnata dal governo italiano, il che ha bloccato l'iter di attuazione in attesa del pronunciamento della Corte costituzionale. Il 12 marzo 2022 la Consulta si è pronunciata a favore della Regione Autonoma della Sardegna (Sentenza 68/2022), dando di fatto il via libera alla re-istituzione delle province soppresse nel 2016. Il 2 febbraio 2025 la presidente della Sardegna Alessandra Todde ha firmato il decreto N. 8/29 per la nascita delle nuove province.

## Cultura
Particolarità di questa provincia è che in Gallura si parla principalmente il gallurese, un dialetto essenzialmente còrso che si avvicina più particolarmente al dialetto oltramontano (suttanacciu) parlato nella parte meridionale della Corsica (Sartene e Alta Rocca). La sua più antica documentazione letteraria risale ai primi decenni del Settecento ed è costituita da componimenti poetici, che fanno pensare alla formazione del dialetto in epoca senz'altro anteriore, causa la progressiva perdita del preesistente logudorese, dal quale deriva ancora oggi circa il 20% del lessico gallurese.
Il gallurese è parlato a Tempio Pausania e in generale in quasi tutta la Gallura da Badesi a San Teodoro, fatta eccezione per Olbia, Luras, parte dell'agro di Golfo Aranci, alcune frazioni di Budoni, mentre a Su Canale viene parlato sia il gallurese sia il sardo (quest'ultimo in minima parte). In queste ultime località e nel resto della provincia ovvero Berchidda, Monti, Padru, Alà dei Sardi, Buddusò e Oschiri (relativamente alla parte del comune a sud del lago Coghinas) si parla la lingua sarda nella sua variante logudorese settentrionale.